# داشدورج بايارخو
داشدورج بايارخو (من مواليد 4 مايو 1956) هو أستاذ باحث، وكاتب منغولي، وسفير سابق لمنغوليا لدى مصر. قبل تعيينه في المنصب الدبلوماسي، عمل داشدورج في مجالات الإعلام، والدفاع، والدبلوماسية، والتعليم. بعد انتهاء فترة عمله كسفير في القاهرة، عاد داشدورج إلى المجال الأكاديمي كأستاذ زائر في السياسة الدولية وباحث متعاقد. وفي عامي 2015–2016، انضم إلى وزارة الخارجية المنغولية نائبًا لمدير إدارة التخطيط والسياسات والتنسيق.

## النشأة والتعليم
وُلد داشدورج في أولان باتور، منغوليا، ونشأ هناك حيث كان والداه يعملان كمخرج أفلام وثائقية ومصور فوتوغرافي. حصل على بكالوريوس وماجستير في الدراسات الصينية من جامعة منغوليا الوطنية عام 1979، ثم دبلوم في العلاقات الدولية من أكاديمية الدبلوماسية بوزارة خارجية الاتحاد الروسي عام 1993.
درس وتخرج في عدة دورات وبرامج منها: دورة قائد عسكري (1980)، المدرسة العليا للحزب الشيوعي السوفيتي في نوفوسيبيرسك (1990)، معهد العلاقات الدولية "كلينغنديل" في لاهاي، هولندا (1994)، جامعة إيراسموس في روتردام (1994)، الندوة الدولية للدبلوماسيين الشباب في وزارة الخارجية الإسرائيلية (1996)، معهد الدبلوماسية والعلاقات الخارجية بماليزيا (2004)، ورشة الأمم المتحدة للتدريب على أهداف التنمية الألفية (بكين 2004)، مركز آسيا والمحيط الهادئ للدراسات الأمنية في هاواي (2006)، ومعهد موسكو الحكومي للعلاقات الدولية (2016). نال لقب أستاذ في السياسة الدولية من أكاديمية العلوم عام 2003.

## المسيرة المهنية
بعد تخرجه من جامعة منغوليا الوطنية، عمل داشدورج عامًا كمترجم ومحرر في خدمة البث الخارجي بالإذاعة الوطنية المنغولية (1979–1980)، ثم التحق بالجيش في يونيو 1980 وعمره 24 عامًا، حيث شغل منصب ضابط برتبة ملازم حتى 1983، كما عمل مترجمًا في مفاوضات فحص الحدود بين منغوليا والصين عام 1982. بعد تسريحه من الجيش في ديسمبر 1983، عمل مترجم ومحرر في وكالة الأنباء الحكومية "مونتسامي" (1984)، ثم انتقل لوزارة الخارجية كمسؤول إداري وقنصلي في سفارة منغوليا لدى الصين (1984–1985). لاحقًا عاد إلى وكالة مونتسامي (1986–1988) كمحرر لمجلة "ذا تايم" باللغة المنغولية، والتي ركزت على الشؤون الدولية، وأصبح لاحقًا رئيس تحريرها. كان من المؤيدين والمشاركين في الثورة الديمقراطية في منغوليا (1989–1990) وكتب عن الديمقراطية والإصلاح في مجلته، ما أكسبه شعبية واسعة.
في 1990، سافر إلى موسكو للدراسة في أكاديمية الدبلوماسية، حيث شهد انهيار الاتحاد السوفيتي وتأسيس روسيا الجديدة. تخرج متخصصًا في السياسات الدولية السوفيتية والروسية. دُعي للتدريس في جامعة منغوليا الوطنية (1993–1998 و2001–2005)، وانضم إلى الحزب الديمقراطي لكنه رفض الترشح للبرلمان عام 1996. رغم ذلك، عمل نائب مدير عام إدارة التخطيط والسياسات بوزارة العلاقات الخارجية (1996–1998) ثم مستشارًا في سفارة منغوليا بالهند، نيو دلهي. عاد إلى منغوليا عام 2001، ثم انتقل إلى اليابان كباحث زائر في معهد الشؤون الدولية بطوكيو (2002–2003). لاحقًا شغل منصب كبير المستشارين بوزارة الخارجية (2003–2008) وكان رئيس تحرير الكتاب الدبلوماسي الأزرق لعام 2006.
في 2008، عُين سفير فوق العادة ومفوضًا لدى مصر، كما كان سفير غير مقيم للكويت (2009)، والسعودية (2009–2014)، وإيران (2012–2015)، ومسؤولًا عن 14 دولة في الشرق الأوسط. خلال عمله، وثّق أحداث الربيع العربي وأصدر أول كتاب عن التاريخ العربي باللغة المنغولية. بعد عودته، حاضر في عدة مؤسسات عن الدبلوماسية والربيع العربي، وعمل محررًا لموسوعة بريتانيكا في السياسة الخارجية المنغولية، وأصدر سيرة ذاتية عن "جامبين باتمونخ". يحمل داشدورج رتبة دبلوماسية "مبعوث فوق العادة ومفوض".

### الألقاب العلمية
أستاذ في السياسة الدولية بأكاديمية العلوم المنغولية (منذ 2003).

### مجالات البحث
تحليل السياسات الخارجية، صناعة القرار السياسي الخارجي، تاريخ الدبلوماسية، العلاقات الدولية المعاصرة، الجيوبوليتيك والأمن، السياسة المقارنة، الدراسات الشيوعية وسياسات التحول، الدراسات الصينية والشرقية.

### النشاط الأكاديمي
باحث في معهد الدراسات الاستراتيجية بمجلس الأمن القومي المنغولي، وباحث متعاقد في معهد الدراسات الدولية بأكاديمية العلوم، وأستاذ زائر ومحرر في الأكاديمية الوطنية للحكم، وكاتب وعضو مجلس في الصحيفة الحكومية.

## الأعمال
الكتب المنشورة (باللغة المنغولية)
- العلاقات الدولية في القرن العشرين، أكاديمية التعليم السياسي، أولانباتار، منغوليا، 1994، 224 صفحة.
- السياسة العالمية والعلاقات الدولية: الاتجاهات الرئيسية في تسعينيات القرن العشرين، أكاديمية التعليم السياسي، أولانباتار، 1995، 337 صفحة.
- الدبلوماسية المنغولية وبعض جوانب العلاقات الدولية، كلية الخدمة الخارجية، جامعة منغوليا الوطنية، أولانباتار، 1996، 147 صفحة.
- ديمقراطية منغوليا: شعبوية أم فاشية، إنتر برس، أولانباتار، 1997، 195 صفحة.
- صورة القرن العشرين (بالاشتراك مع ب. بابار)، مطبعة T&U، أولانباتار، 1997، 450 صفحة.
- العلاقات الدولية والنظام العالمي الجديد المعاصر، كلية الخدمة الخارجية، جامعة منغوليا الوطنية، أولانباتار، 1998، 324 صفحة.
- العلاقات الدولية والمصالح الجيوسياسية، إنتر برس، أولانباتار، 2000، 208 صفحات
- الجغرافيا السياسية لأوراسيا والعلاقات الدولية: الحاضر والمستقبل، كلية الخدمة الخارجية، جامعة منغوليا الوطنية، أولانباتار، 2002، 270 صفحة.
- الجغرافيا السياسية لأوراسيا والعلاقات الدولية: الماضي، الحاضر والمستقبل، كلية الخدمة الخارجية، جامعة منغوليا الوطنية، معهد الدراسات الدولية، أكاديمية العلوم المنغولية، أولانباتار، 2003، 2005، 380 صفحة.
- نظرية وممارسة العلاقات الدولية، كلية الخدمة الخارجية، جامعة منغوليا الوطنية، أولانباتار، 2003، 80 صفحة.
- منغوليا: من الشيوعية إلى الرأسمالية، دار نشر مون سودار، أولانباتار، 2004، 270 صفحة.
- محاضرات في الجغرافيا السياسية، جمعية منغوليا المستقبلية، أولانباتار، 2007، 240 صفحة.
- القرن الحادي والعشرون: التوقعات والآفاق، جمعية منغوليا المستقبلية، أولانباتار، 2007، 142 صفحة.
- من نحن؟، دار نشر نيبكو، أولانباتار، 2007، 340 صفحة.
- القصة الحقيقية لحياتي، دار نشر نيبكو، أولانباتار، 2009، 550 صفحة.
- ثورة التحرير، دار نشر نيبكو، أولانباتار، 2011، 534 صفحة.
- مؤلفو التاريخ الحديث للعالم (بالاشتراك مع ب. بابار)، دار نشر نيبكو، أولانباتار، 2012، 430 صفحة.
- ثورة التحرير (الطبعة الثانية)، دار نشر نيبكو، أولانباتار، 2013، 552 صفحة.
- الثورة الثانية للتحرير، دار نشر نيبكو، أولانباتار، 2013، 410 صفحات
- جامبين باتمونخ، سيرة ذاتية، دار نشر نيبكو، أولانباتار، 2015، 420 صفحة.
- جامبين باتمونخ، سيرة ذاتية (الطبعة الثانية)، دار نشر نيبكو، أولانباتار، 2015، 430 صفحة.
- الحياد الدائم في العلاقات الدولية والسياسة الخارجية لمنغوليا، دار نشر نيبكو، أولانباتار، 2016، 130 صفحة.
- أقوال العالِم، أولانباتار، 2017، 640 صفحة.

الكتب المترجمة أو المحررة (من الإنجليزية والروسية إلى المنغولية)
- صمويل هنتنغتون، صدام الحضارات وإعادة تشكيل النظام العالمي، منتدى المجتمع المفتوح، دار نشر مون سودار، أولانباتار، 2005، 390 صفحة.
- ليونيد ملتشين، لينين، دار نشر نيبكو، أولانباتار، 2013، 510 صفحات.
- دونالد ج. ترامب، أعِد العظمة مجددًا: كيف نُصلح أمريكا المتهالكة، أولانباتار، 2017، 204 صفحات.

مقالات باللغة الإنجليزية (نشرت في الهند)
- "تغيير منغوليا في بيئة جديدة"، مجلة بيزنس آسيا، أكتوبر 1999.
- "نظام عالمي جديد في منطقة آسيا والمحيط الهادئ: منظور منغولي"، مجلة الشؤون العالمية، المجلد 3، العدد 4، أكتوبر–ديسمبر 1999.
- "السياسة الخارجية المنغولية في عالم متغير"، مجلة تقرير الصين، المجلد 36، العدد 1، يناير–مارس 2000.[3]
- "العولمة والحضارة"، المخلص الأعظم، العدد 95، 16–31 أكتوبر 2000.[4]
- "النظام العالمي الجديد: نقاش حول الجغرافيا السياسية"، إنكاونتر، نوفمبر/ديسمبر 2000، المجلد 3، العدد 6.[5]
- "العالمية والعولمة: الضرورات الاقتصادية والجيوسياسية"، الأزمنة الليبرالية، المجلد 8، العدد 3، 2000.
- "منغوليا وجيرانها الثالث"، دراسات الهيمالايا وآسيا الوسطى، المجلد 5، العدد 1، يناير–مارس 2001.
- "منغوليا في سياق جديد: وسط ألعاب القوى الكبرى والتحركات الجيوسياسية"، إنكاونتر، مارس/أبريل 2001، المجلد 4، العدد 2.

كتيبات وأوراق بحثية رئيسية باللغة الإنجليزية (نشرت في الهند، اليابان، منغوليا)
- تحديات العولمة وتشكيل النظام العالمي الجديد، ورقة عمل رقم 14، معهد راجيف غاندي للدراسات المعاصرة، 2000.[6]
- آسيا والمحيط الهادئ – منطقة العولمة والمنافسة في القرن الحادي والعشرين.[7]
- آسيا الوسطى الجديدة: النموذج الجديد، التناقض الجديد والتوازن المضاد، معهد الدراسات الاستراتيجية، قضايا الأمن الإقليمي ومنغوليا، العدد 12، 2001.[8]
- تقدم العولمة: نحو نظام سياسي واقتصادي عالمي جديد، معهد الدراسات الاستراتيجية، قضايا الأمن الإقليمي ومنغوليا، العدد 13، 2002.
- التحول ما بعد الشيوعية في آسيا والمحيط الهادئ: نحو نظام سياسي جديد، معهد الشؤون الدولية الياباني، طوكيو، 2003، ورقة مناسبة رقم 19.[9]
- الجغرافيا السياسية لآسيا الوسطى الجديدة، الشؤون العالمية (عدد خاص)، المجلد 8، العدد 1، يناير–مارس 2004.[10]

## روابط خارجية
- لا بيانات لهذه المقالة على ويكي بيانات تخص الفن